# Młody Adam (film)
Młody Adam – film produkcji brytyjsko-francuskiej, w reżyserii Davida Mackenzie z 2003 roku. Film powstał na podstawie książki Aleksandra Trocchi pod tym samym tytułem, wydanej po raz pierwszy w 1957 roku.
Film osadzony w realiach Szkocji z lat 50. opowiada historię flisaka Joe (granego przez Ewana McGregora), który pewnego dnia znajduje unoszące się na wodzie ciało kobiety. W dalszej części filmu dowiadujemy się, że bohater wie dużo więcej o topielicy niż z początku mogłoby się wydawać.

## Obsada
- Ewan McGregor – Joe Taylor
- Tilda Swinton – Ella Gault
- Peter Mullan – Leslie 'Les' Gault
- Jack McElhone – Jim Gault
- Emily Mortimer – Catherine 'Cathie' Dimly
- Therese Bradley – Gwen
- Ewan Stewart – Daniel Gordon